# Goodbye Mr. Mackenzie
Goodbye Mr. Mackenzie, también conocidos como The Mackenzies, fue una banda de rock escocesa en los años 1980s y 1990s que se formó en Bathgate, cerca de Edimburgo, Escocia. La formación de la banda consistió en Martín Metcalfe como el vocalista, John Duncan en la guitarra, Fin Wilson en el bajo, Shirley Manson y Rona Scobie en teclados y acompañamientos en los coros y completado por Derek Kelly en la batería.
Fue una banda de rock local popular, pero ganaron aclamación y crítica significativa, ventas sin precedentes o trazar posiciones fuera de Escocia. Internacionalmente, son más conocidos como el grupo que Shirley Manson, la vocalista del grupo de rock alternativo, Garbage integró hasta su disolución en el año 1996.
Tiempo después de que la banda se separó, Martín Metcalfe, Derek Kelly, Fin Wilson y Shirley Manson, formaron Angelfish.

## Carrera
The Mackenzies se formó cuando Martín Metcalfe abandonó su primera banda, Teenage Dog Orgy, en 1981. Para crear el nombre de la banda se inspiraron en la novela de Jean Rhys After Leaving Mr. Mackenzie, publicada en 1931.

## Discografía

### Álbumes de estudio
| Año  | Álbum                     | País          | Discográfica            | Apuntes                                                                |
| ---- | ------------------------- | ------------- | ----------------------- | ---------------------------------------------------------------------- |
| 1989 | Good Deeds and Dirty Rags | UK            | Capitol Records         | Álbum debut, alcanzó el puesto #26 en los charts de Reino Unido        |
| 1989 | Fish Heads and Tails      | UK            | Capitol Records         | Precios medios y una compilación de rarezas                            |
| 1991 | Hammer and Tongs          | UK            | Radioactive Records/MCA | Segundo álbum de estudio, alcanzó el #61 en los charts del Reino Unido |
| 1991 | Goodbye Mr. Mackenzie     | International | Radioactive Records/MCA | Recopilación de canciones de los dos álbumes anteriores, pero en remix |
| 1993 | Live on The Day of Storms | UK            | Blokshok Records        | Álbum en vivo                                                          |
| 1994 | Five                      | UK            | Blokshok Records        | Tercer álbum de estudio                                                |
| 1995 | Jezebel                   | UK            | Blokshok Records        | Compilación de rarezas                                                 |
| 1996 | The Glory Hole            | UK            | Blokshok Records        | Cuarto y último álbum de estudio: Manson, Scobie o Duncan no aparecen  |
| 2005 | The River Sessions        | UK            | River Records           | Doble álbum en vivo                                                    |
| 2009 | The Rattler: Live '91'    | UK            | MD Music Company        | Álbum en vivo (lanzamiento digital)                                    |

### Sencillos
| Año  | Sencillo                          | Posicionamiento en listas | Posicionamiento en listas | Posicionamiento en listas | Discográfica          | Álbum                         |
| Año  | Sencillo                          | UK                        | EU                        | U.S.                      | Discográfica          | Álbum                         |
| ---- | --------------------------------- | ------------------------- | ------------------------- | ------------------------- | --------------------- | ----------------------------- |
| 1984 | "Death of a Salesman"             | -                         | -                         | -                         | YTS                   | Split-single w/ Lindy Bergman |
| 1986 | "The Rattler"                     | -                         | -                         | -                         | Precious Organisation | -                             |
| 1987 | "Face to Face"                    | -                         | -                         | -                         | Clandestine           | -                             |
| 1988 | "Goodbye Mr. Mackenzie"           | #62                       | -                         | -                         | Capitol Records       | Good Deeds and Dirty Rags     |
| 1988 | "Open Your Arms"                  | #92                       | -                         | -                         | Capitol Records       | Good Deeds and Dirty Rags     |
| 1989 | "The Rattler" (Relanzado)         | #37                       | -                         | -                         | Capitol Records       | Good Deeds and Dirty Rags     |
| 1989 | "Goodwill City"/"I'm Sick of You" | #49                       | -                         | -                         | Capitol Records       | Good Deeds and Dirty Rags     |
| 1990 | "Love Child"                      | #52                       | -                         | -                         | Parlophone Records    | Hammer and Tongs              |
| 1990 | "Blacker Than Black"              | #61                       | -                         | -                         | Parlophone Records    | Hammer and Tongs              |
| 1991 | "Now We Are Married"              | #80                       | -                         | -                         | Radioactive Records   | Hammer and Tongs              |
| 1993 | "Goodwill City (Live)" E.P.       | -                         | -                         | -                         | Blokshok Records      | Live on The Day of Storms     |
| 1993 | "Hard" E.P.                       | -                         | -                         | -                         | Blokshok Records      | Five                          |
| 1994 | "The Way I Walk" E.P.             | -                         | -                         | -                         | Blokshok Records      | Five                          |